# Pål Christian Alsaker
Pål Christian Alsaker (Stord, 6 novembre 1973) è un calciatore norvegese, centrocampista dello Skiold.

## Carriera

### Club
Alsaker cominciò la carriera con la maglia del Solid, per poi passare agli estoni del Lelle. Fu poi ingaggiato dal Flora Tallinn, prima di essere acquistato dagli inglesi dello Stockport County. Tornò poi in Norvegia, per militare nelle file del Rosenborg. Esordì nella Tippeligaen l'11 aprile 1999, quando sostituì Tore André Dahlum nel successo per 5-0 sul Moss.
Firmò poi per i greci dello Ionikos, per poi accordarsi con lo Strømsgodset. Debuttò in squadra, all'epoca militante nella 1. divisjon, in occasione del pareggio per 3-3 sul campo dello Strindheim. Il 20 agosto segnò la prima rete, nel successo per 4-2 sul Tromsdalen. Contribuì alla promozione del campionato 2000.
Nel 2004 cambiò maglia, firmando per lo Haugesund. Il primo incontro in squadra fu datato 12 aprile, nella sconfitta per 3-2 sul campo dello Aalesund. Il 2 maggio segnò la prima rete, nel pareggio per 1-1 contro la sua ex squadra dello Strømsgodset. Dal 2005 si trasferì al Notodden.